# Парень и девушка
«Парень и девушка» (узб. Йигит ва қиз) — советский чёрно-белый художественный фильм, снятый режиссёром Учкуном Назаровым на киностудии «Узбекфильм» в 1968 году.
Премьера фильма состоялась 28 июля 1969 года. Прокат в СССР — 9,7 млн зрителей.

## Сюжет
Сабир и Зульфия долго жили вместе в кишлаке, но парень не смог признаться ей в любви. Когда они приехали в город, их дороги разошлись. Зульфия начала встречаться с Равшаном, а Сабир устроился на работу. Встретив Зульфию с Равшаном на вечере, Сабир узнал о её тайной дружбе и расстался с ней.

## В ролях
- Сильвия Берова — Зульфия
- Акмаль Умарбеков — Сабир
- Ходжиакбар Нурматов — Равшан
- Э. Назаров
- Тургун Азизов — брат Зульфии
- М. Ахмедова
- Мухаммад Умарходжаев
- Светлана Норбаева — жена дяди Сабира
- Мухтар Ага-Мирзаев — дядя Сабира
- Халида Ходжаева — мать Сабира
- Юлдаш Агзамов — Махмудов
- Игорь Класс — строитель
- Давид Папуашвили — Гурам Абуладзе
- Анатолий Кабулов — студент, переодетый в цыганку
- Светлана Муратходжаева
- Максум Юсупов — декан института
- С. Ачильдиева
- Лутфулла Сагдуллаев
- Вячеслав Кимбарович — Петерс